# Burns est piqué
Burns est piqué (en France) ou L’arène des abeilles (au Québec) est le 8e épisode de la 20e saison de la série Les Simpson.

## Synopsis
Burns se rend à la retraite des milliardaires où il gagne au poker l'équipe de basket-ball des Celtics d'Austin. Après avoir vu les singeries du propriétaire des Mavericks de Dallas, Mark Cuban, il essaie de faire de même mais échoue lamentablement. Il essaie donc plutôt de construire un complexe sportif de luxe.
Pendant ce temps Lisa a découvert que les abeilles de Springfield meurent et décide d'aider le Professeur Frink à sauver une reine non infectée, et se retrouve avec une barbe d'abeilles. Marge lui trouve une serre abandonnée pour héberger ses abeilles mais celle-ci se trouve à l'emplacement où Burns a choisi de construire son complexe sportif. Lisa tente de convaincre la population de sauver les abeilles mais échoue devant le projet de stade. Elle déprime alors que les abeilles se meurent lentement. Homer et Moe tentent de sauver les abeilles en croisant la reine avec les abeilles africaines tueuses de Moe. Ces abeilles attaquent le stade de Burns qui devient une ruche géante pour les abeilles. Burns y laisse tellement d'argent qu'il lui manque 4 millions de dollars pour atteindre le milliard. Il est donc renvoyé de la retraite des milliardaires qui le renvoient au camping des millionnaires.